# Démocratie chrétienne fédéraliste – Convention des fédéralistes pour la démocratie chrétienne
Pour les articles homonymes, voir Démocratie chrétienne (homonymie).
Démocratie chrétienne fédéraliste – Convention des fédéralistes pour la démocratie chrétienne (DCF-COFEDEC) est un parti politique de la République démocratique du Congo.